# 3316 Herzberg
3316 Herzberg è un asteroide della fascia principale. Scoperto nel 1984, presenta un'orbita caratterizzata da un semiasse maggiore pari a 3,1152473 UA e da un'eccentricità di 0,1027114, inclinata di 8,40820° rispetto all'eclittica.